# Bahnstrecke Phnom Penh–Poipet
| Bahnhof Battambang (2018) |                     |                                                                             |                                                                             |
| Streckenlänge: | 386 km              |                                                                             |                                                                             |
| Spurweite: | 1000 mm (Meterspur) |                                                                             |                                                                             |
| |                     |                                                                             |                                                                             |
| \| \| 0,00 \| Phnom Penh \| Phnom Penh \| \| \| \| zum Bahnbetriebswerk \| \| \| \| 6,72 \| Pouchentong \| Pouchentong \| \| \| \| vom Flughafen Phnom Penh \| \| \| \| 9,40 \| Phlov Bambaek \| Phlov Bambaek \| \| \| \| nach Sihanoukville \| \| \| \| 12,04 \| Samraong \| Samraong \| \| \| 17,83 \| Tuoal Lieb \| Tuoal Lieb \| \| \| 26,01 \| Trapeang Tnaot \| Trapeang Tnaot \| \| \| 31,44 \| Bat Doeng \| Bat Doeng \| \| \| 36,92 \| Trach Tong \| Trach Tong \| \| \| 42,56 \| Damnak Smach \| Damnak Smach \| \| \| 46,42 \| Stueng Krang Ponley (72,6 m) \| Stueng Krang Ponley (72,6 m) \| \| \| 47,13 \| Tbaeng Khpos \| Tbaeng Khpos \| \| \| 55,67 \| Meanok \| Meanok \| \| \| 66,94 \| Krang Lvea \| Krang Lvea \| \| \| 71,21 \| Peareang \| Peareang \| \| \| 75,07 \| Stueng Leang Sangkae \| Stueng Leang Sangkae \| \| \| 76,46 \| Romeas \| Romeas \| \| \| 93,83 \| Kraing Skear \| Kraing Skear \| \| \| \| zum Flugplatz Kampong Chhnang \| \| \| \| 110,77 \| Stueng Khnea (54,9 m) \| Stueng Khnea (54,9 m) \| \| \| 111,15 \| Kdol \| Kdol \| \| \| 124,40 \| Bamnak \| Bamnak \| \| \| 124,75 \| Stueng Bamnak \| Stueng Bamnak \| \| \| 133,46 \| Kamraeng \| Kamraeng \| \| \| 148,12 \| Totueng Thngai \| Totueng Thngai \| \| \| \| (75 m) \| \| \| \| 163,99 \| Stueng Poussat \| Stueng Poussat \| \| \| 165,47 \| Pursat \| Pursat \| \| \| 166,21 \| (63 m) \| (63 m) \| \| \| 173,16 \| Snam Preah \| Snam Preah \| \| \| 179,73 \| Trapeang Chong \| Trapeang Chong \| \| \| 187,54 \| Boeng Khnar \| Boeng Khnar \| \| \| 197,69 \| Svay Doun Kaev \| Svay Doun Kaev \| \| \| 198,20 \| Stueng Svai Daun Kaev (65,4 m) Grenze Französisch-Indochina / Siam bis 1907 \| Stueng Svai Daun Kaev (65,4 m) Grenze Französisch-Indochina / Siam bis 1907 \| \| \| \| Grenze Französisch-Indochina / Thailand 1941–1946 \| \| \| \| 209,60 \| Kalaom Phluk \| Kalaom Phluk \| \| \| 214,75 \| Prey Svay \| Prey Svay \| \| \| 223,10 \| Moung Ruessi \| Moung Ruessi \| \| \| 231,67 \| Kaoh Char \| Kaoh Char \| \| \| 236,64 \| Kouk Trom \| Kouk Trom \| \| \| 244,24 \| Phnum Thipakdei \| Phnum Thipakdei \| \| \| 251,95 \| Svay Cheat \| Svay Cheat \| \| \| 256,24 \| Reang Kesei \| Reang Kesei \| \| \| 262,13 \| Ou Sralau \| Ou Sralau \| \| \| 268,16 \| Ou Dambang \| Ou Dambang \| \| \| 270,29 \| Stueng Sangkae (108,9 m) \| Stueng Sangkae (108,9 m) \| \| \| 273,05 \| Battambang \| Battambang \| \| \| 279,37 \| Syem \| Syem \| \| \| 284,54 \| Ou Ta Ki \| Ou Ta Ki \| \| \| 298,17 \| Chondeur Sva \| Chondeur Sva \| \| \| 306,22 \| Chrouy Sdau \| Chrouy Sdau \| \| \| 310,33 \| Tuol Samraong \| Tuol Samraong \| \| \| 315,77 \| Phnum Touch \| Phnum Touch \| \| \| 321,93 \| Chamkar Chek \| Chamkar Chek \| \| \| 326,00 \| Banteay Neang \| Banteay Neang \| \| \| 330,20 \| Mongkol Borey \| Mongkol Borey \| \| \| 330,93 \| Stueng Mongkol Borey (61,5 m) \| Stueng Mongkol Borey (61,5 m) \| \| \| 336,17 \| Stueng Sisophon (64,3 m) \| Stueng Sisophon (64,3 m) \| \| \| 337,31 \| Sisophon auch: Serei Saophoan \| Sisophon auch: Serei Saophoan \| \| \| 338,30 \| Betriebsende 1970–2018 \| Betriebsende 1970–2018 \| \| \| 342,38 \| Tuek Thla \| Tuek Thla \| \| \| 342,79 \| Stueng Sisophon (91,6 m) \| Stueng Sisophon (91,6 m) \| \| \| 350,40 \| Sala Samraong \| Sala Samraong \| \| \| 356,80 \| Souphi \| Souphi \| \| \| 370,11 \| Koub \| Koub \| \| \| 384,30 \| Poipet \| Poipet \| \| \| 385,05 \| Klong Luk; Grenze Kambodscha / Thailand \| Klong Luk; Grenze Kambodscha / Thailand \| \| \| \| nach Bangkok \| \| |                     |                                                                             |                                                                             |
| Kopfbahnhof Streckenanfang | 0,00                | Phnom Penh                                                                  | Phnom Penh                                                                  |
| Abzweig geradeaus und nach links |                     | zum Bahnbetriebswerk                                                        | zum Bahnbetriebswerk                                                        |
| Dienststation / Betriebs- oder Güterbahnhof | 6,72                | Pouchentong                                                                 | Pouchentong                                                                 |
| Abzweig geradeaus und ehemals von links |                     | vom Flughafen Phnom Penh                                                    | vom Flughafen Phnom Penh                                                    |
| Dienststation / Betriebs- oder Güterbahnhof | 9,40                | Phlov Bambaek                                                               | Phlov Bambaek                                                               |
| Abzweig geradeaus und nach links |                     | nach Sihanoukville                                                          | nach Sihanoukville                                                          |
| Blockstelle | 12,04               | Samraong                                                                    | Samraong                                                                    |
| Blockstelle | 17,83               | Tuoal Lieb                                                                  | Tuoal Lieb                                                                  |
| Blockstelle | 26,01               | Trapeang Tnaot                                                              | Trapeang Tnaot                                                              |
| Bahnhof | 31,44               | Bat Doeng                                                                   | Bat Doeng                                                                   |
| Blockstelle | 36,92               | Trach Tong                                                                  | Trach Tong                                                                  |
| Blockstelle | 42,56               | Damnak Smach                                                                | Damnak Smach                                                                |
| Brücke über Wasserlauf | 46,42               | Stueng Krang Ponley (72,6 m)                                                | Stueng Krang Ponley (72,6 m)                                                |
| Blockstelle | 47,13               | Tbaeng Khpos                                                                | Tbaeng Khpos                                                                |
| Blockstelle | 55,67               | Meanok                                                                      | Meanok                                                                      |
| Blockstelle | 66,94               | Krang Lvea                                                                  | Krang Lvea                                                                  |
| Blockstelle | 71,21               | Peareang                                                                    | Peareang                                                                    |
| Brücke über Wasserlauf | 75,07               | Stueng Leang Sangkae                                                        | Stueng Leang Sangkae                                                        |
| Blockstelle | 76,46               | Romeas                                                                      | Romeas                                                                      |
| Bahnhof | 93,83               | Kraing Skear                                                                | Kraing Skear                                                                |
| Abzweig geradeaus und ehemals nach rechts |                     | zum Flugplatz Kampong Chhnang                                               | zum Flugplatz Kampong Chhnang                                               |
| Brücke über Wasserlauf | 110,77              | Stueng Khnea (54,9 m)                                                       | Stueng Khnea (54,9 m)                                                       |
| Blockstelle | 111,15              | Kdol                                                                        | Kdol                                                                        |
| Blockstelle | 124,40              | Bamnak                                                                      | Bamnak                                                                      |
| Brücke über Wasserlauf | 124,75              | Stueng Bamnak                                                               | Stueng Bamnak                                                               |
| Blockstelle | 133,46              | Kamraeng                                                                    | Kamraeng                                                                    |
| Blockstelle | 148,12              | Totueng Thngai                                                              | Totueng Thngai                                                              |
| Brücke über Wasserlauf |                     | (75 m)                                                                      | (75 m)                                                                      |
| Brücke über Wasserlauf | 163,99              | Stueng Poussat                                                              | Stueng Poussat                                                              |
| Bahnhof | 165,47              | Pursat                                                                      | Pursat                                                                      |
| Brücke über Wasserlauf | 166,21              | (63 m)                                                                      | (63 m)                                                                      |
| Blockstelle | 173,16              | Snam Preah                                                                  | Snam Preah                                                                  |
| Blockstelle | 179,73              | Trapeang Chong                                                              | Trapeang Chong                                                              |
| Blockstelle | 187,54              | Boeng Khnar                                                                 | Boeng Khnar                                                                 |
| Blockstelle | 197,69              | Svay Doun Kaev                                                              | Svay Doun Kaev                                                              |
| Grenze auf Brücke über Wasserlauf | 198,20              | Stueng Svai Daun Kaev (65,4 m) Grenze Französisch-Indochina / Siam bis 1907 | Stueng Svai Daun Kaev (65,4 m) Grenze Französisch-Indochina / Siam bis 1907 |
| Strecke |                     | Grenze Französisch-Indochina / Thailand 1941–1946                           | Grenze Französisch-Indochina / Thailand 1941–1946                           |
| Blockstelle | 209,60              | Kalaom Phluk                                                                | Kalaom Phluk                                                                |
| Blockstelle | 214,75              | Prey Svay                                                                   | Prey Svay                                                                   |
| Blockstelle | 223,10              | Moung Ruessi                                                                | Moung Ruessi                                                                |
| Blockstelle | 231,67              | Kaoh Char                                                                   | Kaoh Char                                                                   |
| Blockstelle | 236,64              | Kouk Trom                                                                   | Kouk Trom                                                                   |
| Blockstelle | 244,24              | Phnum Thipakdei                                                             | Phnum Thipakdei                                                             |
| Blockstelle | 251,95              | Svay Cheat                                                                  | Svay Cheat                                                                  |
| Blockstelle | 256,24              | Reang Kesei                                                                 | Reang Kesei                                                                 |
| Blockstelle | 262,13              | Ou Sralau                                                                   | Ou Sralau                                                                   |
| Blockstelle | 268,16              | Ou Dambang                                                                  | Ou Dambang                                                                  |
| Brücke über Wasserlauf | 270,29              | Stueng Sangkae (108,9 m)                                                    | Stueng Sangkae (108,9 m)                                                    |
| Bahnhof | 273,05              | Battambang                                                                  | Battambang                                                                  |
| Blockstelle | 279,37              | Syem                                                                        | Syem                                                                        |
| Blockstelle | 284,54              | Ou Ta Ki                                                                    | Ou Ta Ki                                                                    |
| Blockstelle | 298,17              | Chondeur Sva                                                                | Chondeur Sva                                                                |
| Blockstelle | 306,22              | Chrouy Sdau                                                                 | Chrouy Sdau                                                                 |
| Blockstelle | 310,33              | Tuol Samraong                                                               | Tuol Samraong                                                               |
| Blockstelle | 315,77              | Phnum Touch                                                                 | Phnum Touch                                                                 |
| Blockstelle | 321,93              | Chamkar Chek                                                                | Chamkar Chek                                                                |
| Blockstelle | 326,00              | Banteay Neang                                                               | Banteay Neang                                                               |
| Blockstelle | 330,20              | Mongkol Borey                                                               | Mongkol Borey                                                               |
| Brücke über Wasserlauf | 330,93              | Stueng Mongkol Borey (61,5 m)                                               | Stueng Mongkol Borey (61,5 m)                                               |
| Brücke über Wasserlauf | 336,17              | Stueng Sisophon (64,3 m)                                                    | Stueng Sisophon (64,3 m)                                                    |
| Bahnhof | 337,31              | Sisophon auch: Serei Saophoan                                               | Sisophon auch: Serei Saophoan                                               |
| Grenze | 338,30              | Betriebsende 1970–2018                                                      | Betriebsende 1970–2018                                                      |
| Blockstelle | 342,38              | Tuek Thla                                                                   | Tuek Thla                                                                   |
| Brücke über Wasserlauf | 342,79              | Stueng Sisophon (91,6 m)                                                    | Stueng Sisophon (91,6 m)                                                    |
| Blockstelle | 350,40              | Sala Samraong                                                               | Sala Samraong                                                               |
| Blockstelle | 356,80              | Souphi                                                                      | Souphi                                                                      |
| Blockstelle | 370,11              | Koub                                                                        | Koub                                                                        |
| Bahnhof | 384,30              | Poipet                                                                      | Poipet                                                                      |
| Grenze auf Brücke über Wasserlauf | 385,05              | Klong Luk; Grenze Kambodscha / Thailand                                     | Klong Luk; Grenze Kambodscha / Thailand                                     |
| Strecke |                     | nach Bangkok                                                                | nach Bangkok                                                                |

Die Bahnstrecke Phnom Penh–Poipet (Nordbahn) ist eine von zwei Hauptbahnstrecken in Kambodscha.

## Vorgeschichte
Seit den 1880er Jahren wurde über den Bau einer Eisenbahnstrecke von Saigon nach Phnom Penh über Tây Ninh nachgedacht, bis an die siamesische Grenze weitergeführt werden sollte. Diese Strecke hätte eine Länge von 645 km erreicht.

## Geschichte

### Aufbau
Aber erst 1923 wurde ein erstes Teilstück davon konkret geplant, der Abschnitt von Phnom Penh nach Mongkol Borey. Mit dem Bau und späteren Betrieb der Bahn wurde am 23. November 1928 die Compagnie générale des colonies betraut. Baubeginn war am 4. Juli 1929, als König Sisowath I. und der Generalgouverneur von Indochina, Pierre Marie Antoine Pasquier, den ersten Spatenstich vornahmen. Eröffnet wurde die Strecke 1932/33 in drei aufeinander folgenden Teilen. Sie war für Kambodscha besonders wichtig und damit rentabel: Über die Bahn konnte der Reis aus den Anbaugebieten auch während der Trockenzeit nach Phnom Penh gebracht werden, was bisher ausschließlich Aufgabe der Binnenschifffahrt gewesen und in der Trockenzeit nur bedingt möglich war. Ein weiteres Motiv für den Bahnbau war die Befürchtung, dass die 1926 fertiggestellte Ostbahn den Handel nach Siam ableiten könnte, statt ihn in Französisch-Indochina zu halten.
Die Topografie war im Bereich der Trasse zwar flach, aber eine weite Überschwemmungsebene mit Flüssen, die in einer Regenzeit auch die Lage ihres Flussbettes änderten. Dies machte den Unterbau aufwändig und teuer, so dass die Baufortschritte langsam waren. Der Abschnitt Saigon–Phnom Penh kam über einige Erdarbeiten im Bereich von Saigon nicht hinaus, bevor das Projekt 1929 wegen Geldmangel eingestellt wurde. Die Streckenverlängerung von Mongkol Borey in Richtung Poipet bis zur Grenze dagegen ging langsam voran: Bis 1940 war ein Teil der Erdarbeiten bis Sisophon und darüber hinaus durchgeführt, als Japan das Land besetzte. Kambodscha wurde geteilt: Dessen westliche Provinzen hatte Siam mit Verträgen 1904 und 1907 an Frankreich abtreten müssen, nun – im Zweiten Weltkrieg mit Japan und den Achsenmächten verbündet – holte sich Thailand die Gebiete wieder und sorgte für eine schnelle Fertigstellung der Strecke. Seit dem 8. Dezember 1941 nutzte sie das japanische Militär, seit dem 10. April 1942 verkehrten hier thailändische Zivilzüge bis – ins nun thailändische – Battambang. Ab Pursat verläuft die Eisenbahnstrecke parallel in Verkehrswegebündelung mit der Nationalstraße 5 nach Poipet.

### Unterbrechungen

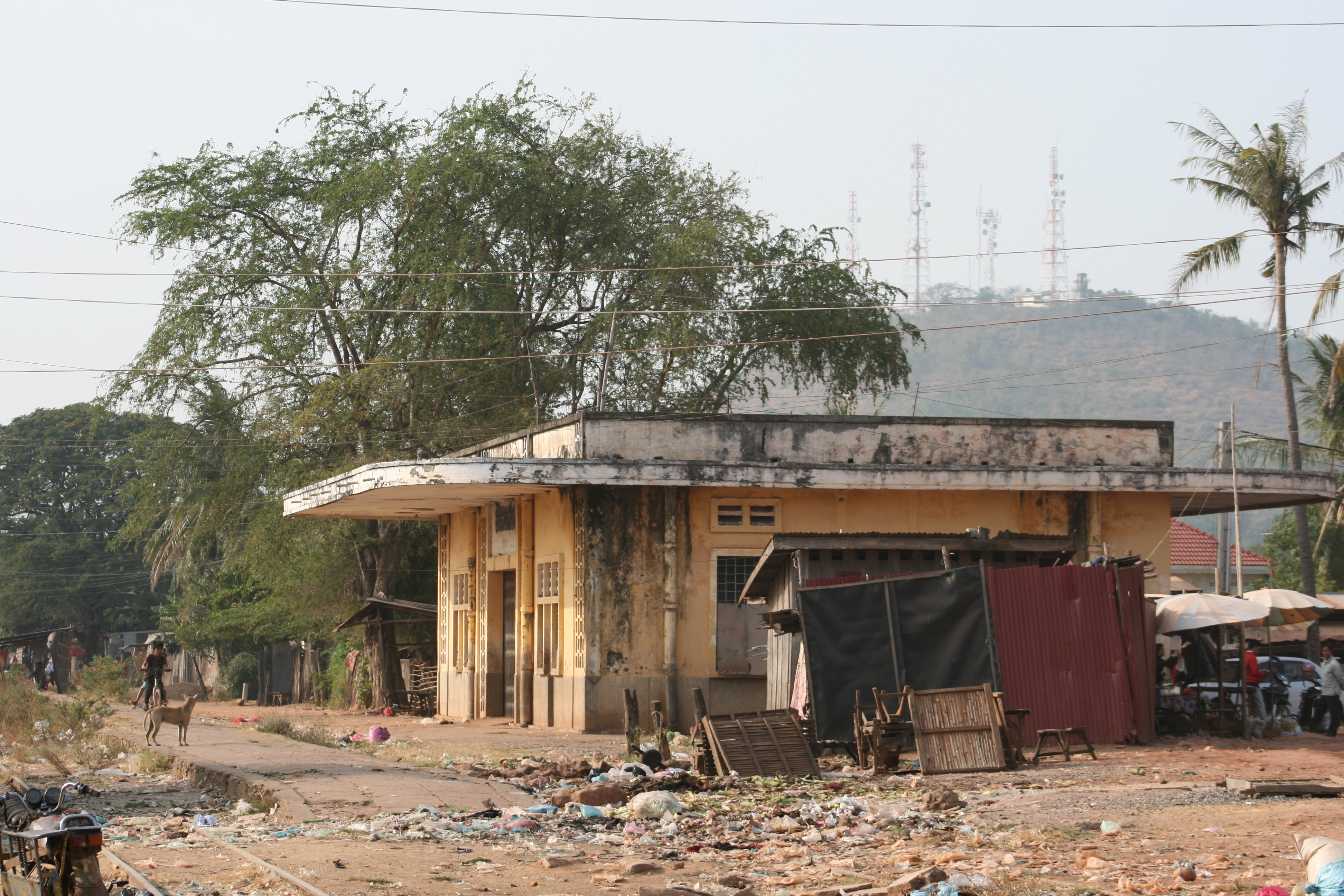
Bahnhof Sisophon (2011)

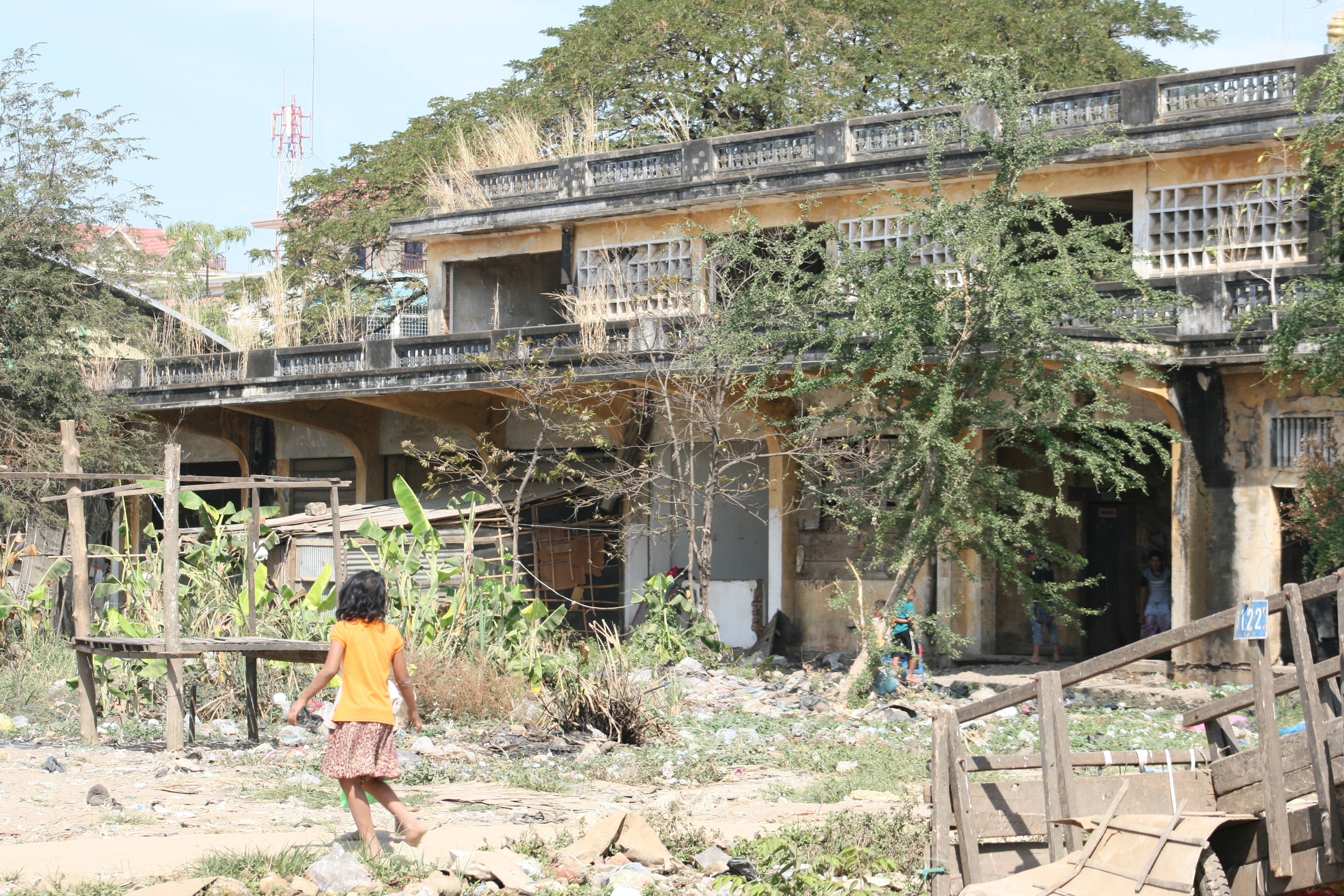
Verwaister Bahnhof Poipet (2012)

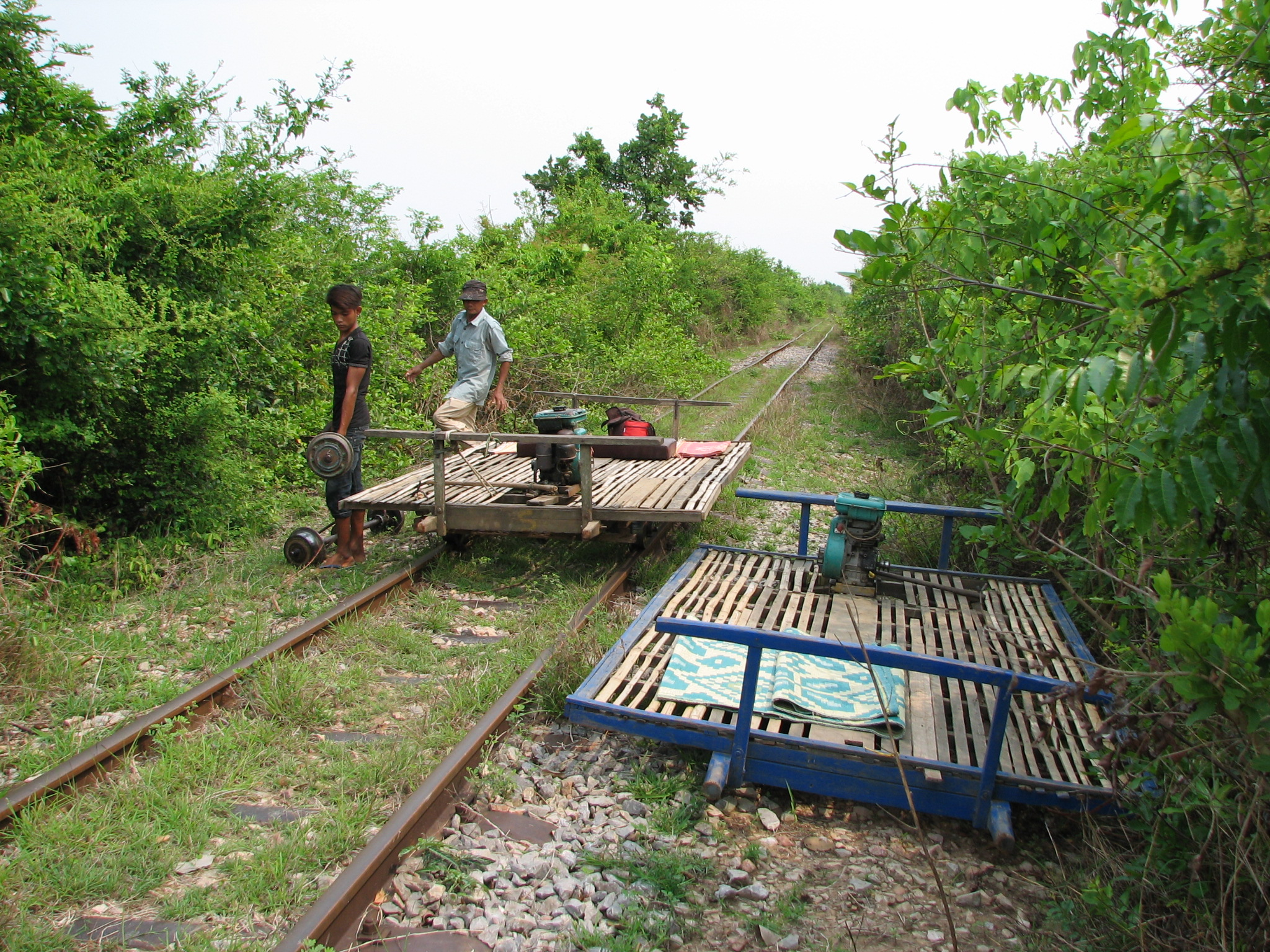
Bamboo Railway in Süd-Ost-Battambang (2011)

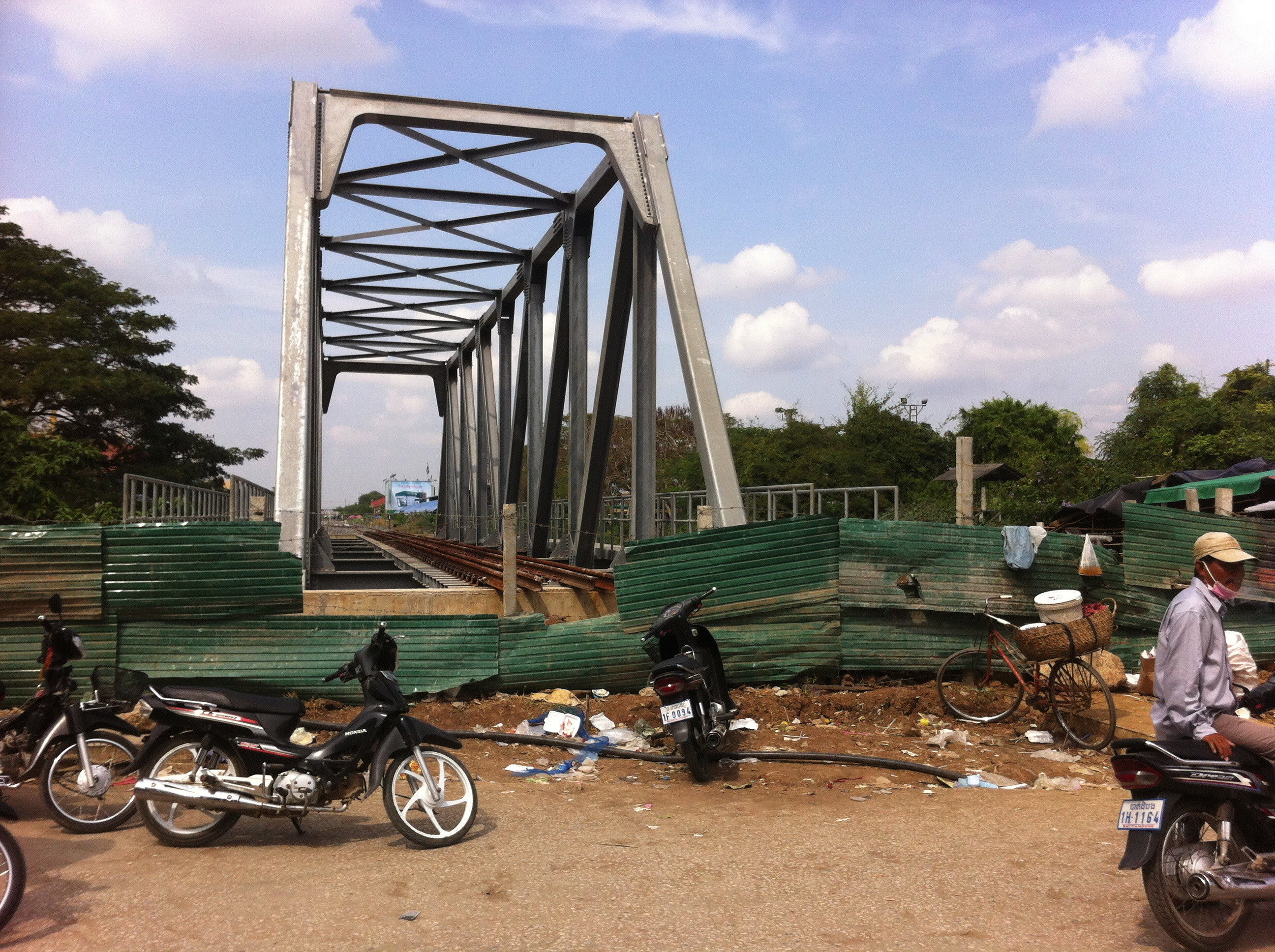
Neue Eisenbahnbrücke über den Klong Luk, gesehen vom kambodschanischen Poipet (2016)

1946 fiel allerdings das 1940 verlorene Gebiet wieder an Französisch-Indochina zurück, woraufhin Thailand das Gleis an der Grenze beseitigte. 1949 erhielt Kambodscha formal seine Unabhängigkeit, aber die Bahn fuhr weiter unter französischer Regie. Erst 1952 wurde sie an Kambodscha übergeben und in der Folge in Chemins de Fer Royeaux du Cambodge (CRC) (Königlich Kambodschanische Eisenbahn) umbenannt. In der Folge konnten sich Kambodscha und Thailand 1954/55 über die Wiederaufnahme des Eisenbahngrenzverkehrs einigen. Thailand verlegte das 1947 abgetragene Gleis wieder und seit dem 22. April 1955 verkehrte zweimal in der Woche ein Shuttlezug zwischen dem kambodschanischen Grenzbahnhof Poipet und der nächstgrößeren thailändischen Stadt, Aranyaprathet. Grenzüberschreitender Fernverkehr fand nicht statt.
Nach Abbruch der diplomatischen Beziehungen aufgrund völlig unterschiedlicher politischer Haltungen (Thailand war inzwischen enger Verbündeter der USA, Kambodscha versuchte in dem sich anbahnenden Vietnamkrieg Neutralität zu wahren) wurde dieser minimale Verkehr am 25. November 1958 erstmals eingestellt, zum 27. Februar 1959 aber wieder aufgenommen. 1961 kam es zu einem Grenzstreit zwischen beiden Ländern um das Gelände des antiken Tempels von Prasat Preah Vihear.
Dieser Grenzstreit führte zum erneuten Abbruch der diplomatischen Beziehungen am 23. Oktober 1961. Vier Tage später wurde der grenzüberschreitende Eisenbahnverkehr erneut eingestellt und Thailand demontierte das zur Grenze führende Gleis erneut.
Nach dem Putsch des US-freundlichen Generals Lon Nol gegen Prinz Norodom Sihanouk näherte sich Kambodscha politisch wieder Thailand an, so dass zum 2. November 1970 der Verkehr mit zwei bis drei Zügen pro Woche erneut aufgenommen wurde. Am 2. Juli 1974 wurde er aber erneut unterbrochen, als in Kambodscha die Roten Khmer zusehends die Kontrolle gewannen.

### Betriebseinstellung
Nach 1974 demontierten die Roten Khmer die Gleise auf der kambodschanischen Seite der Grenze, westlich von Sisophon, Betriebsende war bei Kilometer 338,30.
Auf der Strecke verkehrten keine Züge mehr, die Anlagen verrotteten oder wurden sogar überbaut. Auf einigen Streckenabschnitten boten Einheimische für Touristen Fahrten mit dem „Bambus-Express“ an, kleine zweiachsige, aus Bambus gezimmerte Fahrzeuge, die von einem Benzinmotor angetrieben wurden.

## Wiedereröffnung

Gespendeter Zug der SRT für die Nordbahn

Nach 45 Jahren wurden die fehlenden 48 km Gleis zwischen Sisophon und der thailändischen Grenze ergänzt und die Strecke am 22. April 2019 in Anwesenheit der Premierminister beider Länder, Hun Sen und Prayut Chan-o-cha, für den grenzüberschreitenden Güterverkehr (wieder)eröffnet. Die Asian Development Bank hat das Vorhaben mit einem Kredit über 13 Mio. US$ mit finanziert.